# Тор Уле Скуллеруд
Тор Оле Скаллеруд (норв. Tor Ole Skullerud, нар. 10 грудня 1970, Сарпсборг) — норвезький футболіст, що грав на позиції півзахисника. По завершенні ігрової кар'єри — тренер.
Найбільш відомий як тренер «Молде», з яким став чемпіоном та володарем Кубка Норвегії, а також молодіжної збірної Норвегії, яку привів до бронзових нагород молодіжного чемпіонату Європи 2013 року.

## Ігрова кар'єра
Скуллеруд народився в Сарпсборзі та виріс у Конгсвінгері, куди він переїхав разом із сім'єю, коли йому було трохи більше року. Там він став займатись футболом у однойменному місцевому клубі. У 16 років Скуллеруд переїхав з Конгсвінгера до Осло, щоб відвідувати навчання. Коли йому було 17 років, він відхилив пропозицію про перегляд від нідерландського «АДО Ден Гаг». Згодом йому набридло їздити між Осло та Конгсвінгером і він вирішив знайти клуб в Осло.
Сезон 1990 року став його першим сезоном у дорослому футболі, який він провів на правах оренди в клубі «Реді» в третьому за рівнем дивізіоні країни. Після того, як сезон 1990 року закінчився вильотом, Скуллеруд пішов з тренером Тер'є Нільсеном і декількома товаришами по команді у клуб «Фрігг Осло», однак сезон 1991 року також завершився вильотом.
З 1992 року три роки захищав кольори клубу третього дивізіону «Груе», доки вони не вилетіли за підсумками сезону 1994 року.
На початку 1995 року перейшов до клубу «Уллерн», за який відіграв ще три сезони. Завершив професійну кар'єру футболіста виступами за команду у 1997 році, після чого працював тренером у команді

## Кар'єра тренера
Розпочав тренерську кар'єру 1999 року, очоливши тренерський штаб клубу «Уллерн», після чого з 2001 по 2004 рік працював тренером у «Берумі».
2005 року став головним тренером команди юнацької збірної Норвегії U-18/U-19 і тренував її два роки, після чого був помічником головного тренера «Волеренги» Мартіна Андресена.
2010 року Скуллеруд став помічником головного тренера молодіжної збірної Норвегії Ейстейна Горе, після смерті якого у вересні того ж року саме Скуллеруд замінив його в останніх трьох відбіркових матчах до молодіжного чемпіонату Європи 2011 року, однак команді не вдалося кваліфікуватись у фінальну стадію. Після призначення Пера Йоара Гансена новим головним тренером Скуллеруд повернувся до своєї ролі помічника тренера. Після відставки Гансена 3 січня 2013 року Скуллеруда знову призначили тренером молодіжної збірної Норвегії напередодні молодіжного чемпіонату Європи 2013 року в Ізраїлі. Під час турніру норвезька збірна дійшла до півфіналу. Після цього успіху Скуллеруд став помічником тренера національної збірної  Пера-Матіаса Хегмо.
13 січня 2014 року став головним тренером команди «Молде», замінивши Уле Гуннара Сульшера. Його перший сезон у команді відразу став успішним, оскільки Скуллеруду вдалось виграти чемпіонат та Кубок Норвегії, здобувши перший «золотий дубль» клубу в історії. Приц цьому «Молде» виграв чемпіонат з відривом від головного суперника «Русенборга» в одинадцять очок, і їх 71 очко стало новим рекордом за кількістю набраних очок у лізі. В результаті Скуллеруд був визнаний найкращим тренером Норвегії 2014 року. 1 липня 2015 року стало відомо, що Скуллеруд вирішив не продовжувати контракт з «Молде» після сезону 2015 через сімейні обставини, однак ще до його завершення після серії посередніх результатів, кульмінацією яких стало те, що «Молде» вибуло від «Динамо» (Загребу) у третьому кваліфікаційному раунді Ліги чемпіонів УЄФА 2015/16, Скуллеруда було звільнено 6 серпня 2015 року.
18 жовтня 2016 року Скуллеруд був призначений новим головним тренером «Стремсгодсета», з яким уклав контракт до 31 грудня 2018 року. 6 червня 2018 року він подав у відставку через погані результати.

## Титули і досягнення

### Як тренера
- Чемпіон Норвегії (1):

«Молде»: 2014
- Володар Кубка Норвегії (1):

«Молде»: 2014

### Особисті
- Найкращий тренер року в Норвегії: 2014